# Monacon productum
Monacon productum är en stekelart som beskrevs av James Waterston 1922. Monacon productum ingår i släktet Monacon och familjen gropglanssteklar. Inga underarter finns listade i Catalogue of Life.